# Armorial de Tirso de Avilés (Asturias)
Basado en el libro del clérigo don Tirso de Avilés (1517-1599) con la descripción y dibujo de las armas correspondientes a los linajes que van relacionándose, por el referido autor, en la obra Armas y Linajes de Asturias y Antigüedades del Principado.

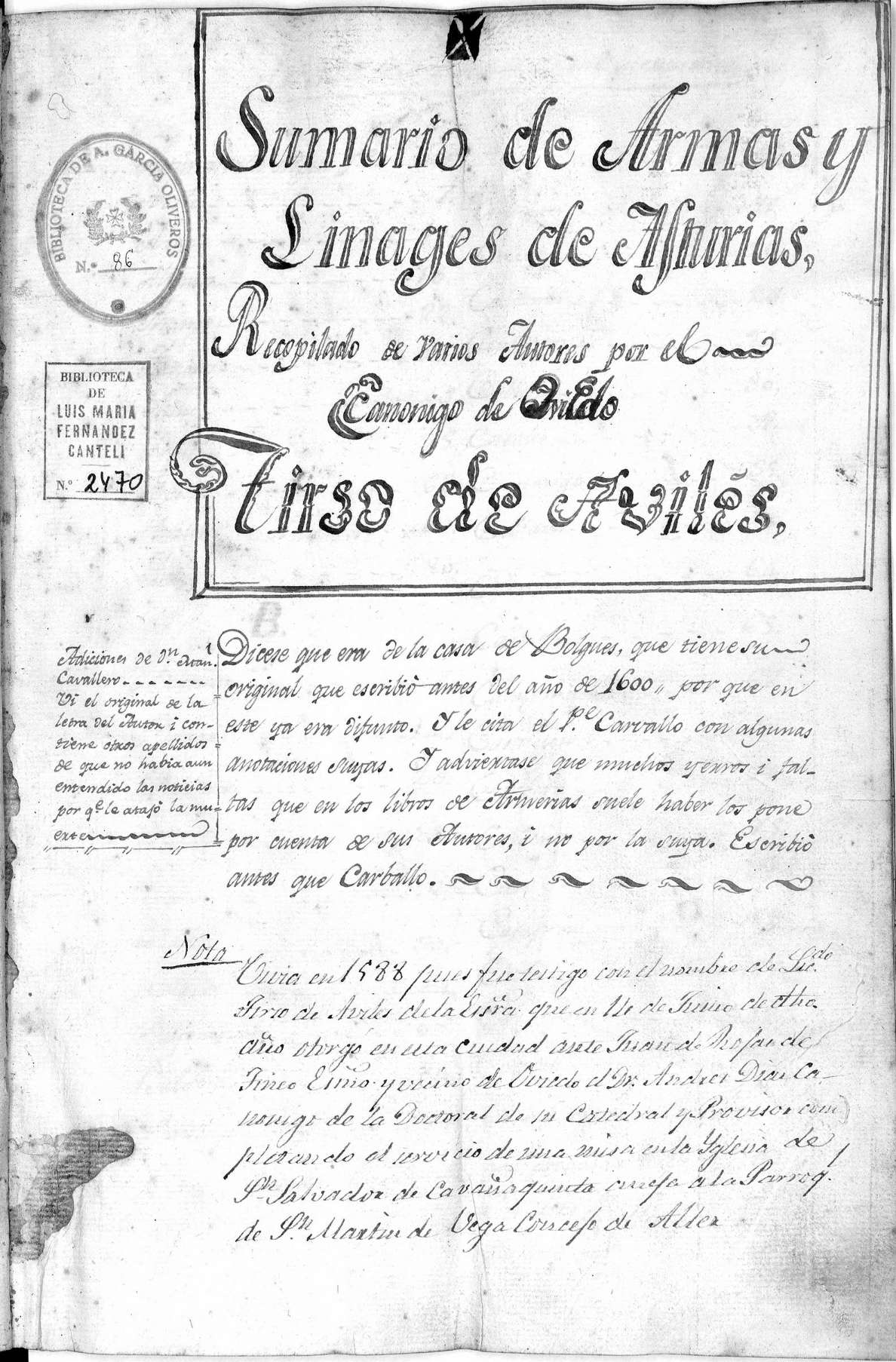
Primera página del libro Armas y Linajes de Asturias. Tirso de Avilés

## Armas de los de Asturias
| Escudo | Nombre y Descripción del blasón |
| ------ | --- |
|        | Armas de los de Asturias Pues dicho habemos, como esta Provincia de Asturias, fue el reparo de la luz de España; sus armas de ella son tres suelas de zapato, curtidas, negras, en campo amarillo: su blasón es, que como aquellas gentes anduvieron por aquellas montañas, todas mal reparadas, solo de suelas para zapatos se aprovechaban. |

## Armas de la ciudad de Oviedo y su Concejo
| Escudo | Nombre y Descripción del blasón |
| ------ | --- |
|        | Armas de la ciudad de Oviedo Pone por armas la ciudad de Oviedo la Insigne Cruz, que dicen de los Ángeles, que está en la Cámara Santa de la Yglesia mayor de dicha Ciudad de Oviedo. |
|        | Armas de los de Oviedo Las de este apellido son las mismas que la Ciudad de Oviedo: excepto que la Cruz es hueca. |
|        | Armas del Portal Su casa, y solar era antiguamente, tras la Yglesia de San Tirso, pegada con el Palacio Episcopal… pintan por armas un portal con cuatro pilares o columnas, en campo azul, y sobre el portal, una Cruz de oro, al modo de la del Ynfante Pelayo, que está en la Cámara Santa, y sobre ella un lobo, con un águila encima que le está sacando y comiendo los sesos, en campo dorado, y por orla del escudo, siete Armiños negros. Armas de la Plaza Pintan las mismas armas que los del Portal. |
|        | Armas de la Rua Traen lo más cinco flores de lis, en escudo dorado. o también, pintan por armas 5 flores de lis doradas y ensangrentadas en campo verde |
|        | Armas de la Ribera Un castillo sobre un río en campo colorado, y la cabeza de un moro en las ondas del río, y en las almenas de la torre, un león, y una bandera con una Cruz arbolada y otra bandera de moros caída, con una media luna. |
|        | Armas de Villamar y San Clodio Tienen por armas el dicho solar, y los que de él se quisieren llamar, un escudo partido quarteronado: en él un quarteron, un castillo roquero, sobre una roca, en la puerta del qual está un medio hombre armado de la cintura arriba, y en la mano derecha, un hacha a manera de tizón ardiendo, en campo verde; y en el otro quarteron de lastra parte, un roble con sus bellotas.                                                                                             |
|        | Armas de Perera Pintan por armas un cercado a manera de sebe, en campo verde con un acebo en el medio de él, enroscada una culebra en el dicho árbol. |
|        | Armas de Buseña Pintan por armas una torre o castillo, y un perro atado al castillo, y dos bueyes unidos atados a un pino, en campo azul. |

## Armas de la Villa de Avilés y su Concejo
| Escudo | Nombre y Descripción del blasón |
| ------ | --- |
|        | Armas de la Villa de Avilés Pinta por armas una nao armada puesta a la vela en la mar, con una Cruz sobre el mástil, y con una sierra en la popa de la nao, quebrantando una gruesa cadena en campo sangriento. |
|        | Armas de las Alas de Avilés El apellido de las Alas es dentro de la Villa de Avilés, y su solar, según se tiene entendido es el Castillo de Raízes; sus armas… las dos torres con unas ondas debajo, una torre mayor que otra, y la escala puesta de una parte a otra, y las cabezas de los moros cortadas al pie del castillo y las Alas del Ángel a los dos lados, y el caballero defendiendo la torre con la Cruz, y rótulo “Vindica Domine causam tuam”. Otros que son de este apellido pintan sólo un castillo con el caballero y Alas, sin la escala y sin las cabezas de los moros al pie del castillo. |
|        | Armas de los Cascos Su Solar es cerca de la dicha Villa, tienen por armas un escudo, campo de plata, con un pino verde, puesto el pino sobre unas aguas azules, y una Onza toda grifada de oro, y la boca abierta rampante y lampasada de negro, empinada, la una mano puesta en el pino como que quería subir, y la otra ansí mesmo puesta abajo. |
|        | Armas de los Falcones de Avilés Traen por armas un Falcón con las Armas de la Villa de Avilés. En la aldea de Nabezes tenían su casa y hacienda. |
|        | Armas de los Alfonsos de Avilés Sus armas son un león de púrpura en campo de plata, y por orla cinco escudos de plata cada uno con una Cruz como la de Calatrava de gules y la orla ha de ser de oro. |
|        | Armas de Luera El Solar que está junto a la Villa de Avilés en el lugar de Luera. Traen por armas un castillo en campo colorado, con una bandera y un gallo. |
|        | Armas de los Bango Tienen su solar en el lugar de Bango. Pintan por armas e campo blanco un caballero armado sin yelmo sobre un caballo debajo de un roble, al cual le están dando una lanza, y el demostrando que la quería tomar con la mano, y delante de él un page de lanza arrodillado, con un yelmo en las manos como que se le quería dar, para que le ponga en su cabeza. |

## Armas de la Villa de Gijón y su Concejo
Esta villa no pintan ningunas armas, pero en su concejo hay muchos solares antiguos y conocidos de armas pintar.
| Escudo | Nombre y Descripción del blasón |
| ------ | --- |
|        | Armas de Soelmonte, vulgo Somonte En campo blanco plateado, seis luneles colorados de veinticuatro lunas, que significan sangre, porque fueron ganados en la sangre de los enemigos. |
|        | Armas de los Moranes Tienen este nombre por línea recta del Cabalero de Soelmonte, pintan estos dichos Moranes un águila negra en campo colorado, sobre un yelmo encima de él, sacándole por arriba. |
|        | Armas de Xobe Los de este apellido de Xobe tienen su solar en el Concejo de Xixón en el lugar de Xobe. Traen por armas, propiamente, las de la Casa de la Vega, que es en el marquesado de Santillana, que también son las de los Mendoza, compuestas de un escudo amarillo con unas trenzas amarillas y verdes atravesadas en escanze de arriba del escudo hasta el medio y del medio para abajo ni más ni menos con unas letras azules, que dicen: Ave María; a los lados dentro del mismo escudo. |
|        | Armas de Lavandera Residen los más de este apellido y linaje en el Reino de León y en las Asturias de Oviedo, especialmente en la Villa de Xixón y su Concejo. Traen por armas un escudo pintado con un brazo armado del codo adelante con una bandera en la mano en campo dorado, y una llave y una flor de lis. |
|        | Armas de Zifuentes Los de este apellido tienen su solar cerca de la Villa de Xixón, aunque el dicho solar se llama Zifontes. Pintan por armas un león en campo azul, con las cuatro cruces rojas cuadradas de San Jorge alrededor por orla, en campo blanco. |
|        | Armas de Veriña Los cuales pintan por armas un escudo quarteronado, en uno de los cuarteles de arriba, a mano derecha, tres flores de lis doradas en campo azul; y en el otro unas ondas azules, y lo mismo en los otros dos cuarterones de abajo, contrapasados uno con otro. |

## Armas de la Villa de Pravia y su Concejo
que armas pintan los de este apellido más que las de los Cuervo, que son muy antiguos en dicha villa, cuyos naturales las pintan como propias.
| Escudo | Nombre y Descripción del blasón |
| ------ | --- |
|        | Armas de los Cuervo Las armas de este apellido son seis cuervos en campo blanco. Armas de los Arango Los de este solar y apellido pintan por armas los seis cuervos que pinta la villa de Pravia. |
|        | Armas de Doña Palla y del Ponte Los de este apellido, que todo es de una misma dependencia, son de los más antiguos hidalgos de Asturias y hubo algunos principales de este apellido, especial de los de Ponte. Pintan por armas cinco flores de lis, amarillas y una espada plateada metida en un lunel colorado en campo azul y por orla ocho aspas amarillas en campo verde.                                                                          |
|        | Armas de Inclán Traen los de este apellido por armas una doncella puesta a una ventana de medio cuerpo arriba, con una espada en la mano, y debajo de la ventana un perro ladrando; todo esto en un medio escudo en campo celeste; y en el otro medio escudo un pino, y sobre él un ave con tres flores de lis, las dos a los lados y la otra al pie del pino en campo de sangre.                                                                        |
|        | Armas de los Banzes Los de este apellido y linaje se jactan por descender del caballero de Banzes, que fue vecino y natural del dicho concejo y lugar. Los cuales pintan por armas un caballero armado de todas armas y delante de si un escudo de sus armas, en el que a una parte está una nao puesta a la vela con mucha gente y peregrinos dentro de ella, en campo azul, y la mano derecha del escudo, una imagen de Santa Catalina en campo verde. |
|        | Armas de Calienes Por armas traen un escudo partido en palo, y a la mano derecha un castillo formal sobre una roca, en campo celeste; dicho castillo de su color; y a la mano izquierda un roble, y al pie de él atravesado, un jabalí en campo blanco. |

## Armas de Quirós y su Concejo
| Escudo | Nombre y descripción del blasón |
| ------ | --- |
|        | Armas de Quirós Este apellido es linaje muy antiguo en Asturias y el señor de la casa de Quirós es cabeza de bando en la Junta del Principado. Bernaldo de Quirós, aunque es un mismo nombre son diferentes linajes, porque Quirós es de Asturias y el Bernaldo es del reino de Francia. Los Quirós traen por armas seis luneles colorados en campo blanco, tres en cada parte, que son veinticuatro medias lunas, que manifiestan veinticuatro banderas que se ganaron a los moros en aquel tiempo por los de este apellido, trayendo cada bandera su media luna. Los Bernaldo dos llaves azules en el medio, con tres flores de lis de oro, las dos de ellas tienen en medio las llaves, y la otra encima en medio de ellas. Las armas se vivieron a juntar por un casamiento que un tal Bernaldo, sobrino de un obispo de Oviedo, que se llamaba don Guillen, pariente por línea recta de la casa real de Francia, con una señora principal de la familia de Quirós. |
|        | Armas de los Cienfuegos Los de este linaje tienen por armas cien fuegos a manera de llamas en campo colorado. |
|        | Armas de Villamarcel Pintan por armas un fresno, con una fuente al pie, y atados dos sabuesos al pie de él con tres o cuatro lanzas arrimadas a él. |

## Armas de Villaviciosa y su Concejo
Aunque no pinta armas hay muchos solares antiguos y conocidos en su comarca y concejo que las tienen.
| Escudo | Nombre y Descripción del blasón |
| ------ | --- |
|        | Armas de los de Busto Según se dice, descienden los de este apellido de un primo del Emperador Othon II de este nombre que por disensiones que tuvo con el emperador su primo, se vino de su tierra y apartó en las Asturias. Pintan por armas un águila medio azul y medio de oro en el mismo campo azul y dorado. |
|        | Armas de la Pedrera Este solar y casa poseen los que propiamente se llaman de Peón, casa mui antigua. Pintan por armas un águila, la mitad negra, en campo blanco, y la mitad blanca en campo morado, y cinco flores de lis de plata en los dichos campos del águila, con siete castillos por orla del escudo.      |
|        | Armas de La Granda Ponen por armas una fortaleza en campo sangriento, con un pino arrimadas a él siete lanzas sobre unas ondas o río, con un lebrel atado a él, con un hombre armado a la puerta del castillo. |
|        | Armas de los Solares Estos pintan las mismas armas que los de Solís o por afinidad, o por consanguinidad, que debieron aportar a la villa de Villaviciosa. |
|        | Armas de los Cabranes en el Concejo de Cabranes En este concejo, en el pueblo que llaman Siete, está la casa y solar de los Cabranes y del Canto. Pintan por armas dos cabras empinadas, con cinco veneras blancas, en campo rojo al pie de una pinera, alcanzando una de ellas una rama de la pineda.              |
|        | Armas de Balbín Los cuales pintan por armas cuatro lanzas arrimadas a un árbol y unas espuelas a los dos lados del árbol en campo blanco. |
|        | Armas de Cobian En el Concejo de Colunga: son buenos hidalgos los de este linaje y apellido en la villa y concejo de Villaviciosa, los cuales pintan por armas, una torre y un manojo de ortigas dentro de un escudo en campo dorado.                                                                               |
|        | Armas de los Costales Los de este apellido y linaje, que tienen su solar y casa en el valle de Peón, son buenos hijosdalgo en el concejo de Villaviciosa, los cuales pintan por armas un laurel verde en un escudo campo colorado.                                                                                  |
|        | Armas de los de Fonfria Los de esta casa y solar, que es el concejo de Villaviciosa, en el valle de Peón pintan por armas un águila negra, en campo azul, con una corona real sobre el escudo, por decirse que los de este apellido y solar descienden del rey Recaredo, godo.                                      |

## Armas de la Villa de Llanes y su Concejo
| Escudo | Nombre y Descripción del blasón |
| ------ | --- |
|        | Armas de la Villa de Llanes Por armas esta villa pinta un medio león en un escudo en campo sangriento. |
|        | Armas de Estrada Los de este apellido son entre las Asturias de Oviedo y Santillana, en medio de un camino a denotación de este vocablo: Estrada, que en italiano o toscano quiere decir camino. Siendo las armas de Estrada un águila negra en campo dorado. |
|        | Armas de los Duques Este apellido de los Duques trae por armas un escudo azul con tres barras de oro y en la barra principal tres armiños negros, en la segunda dos y en la tercera otros dos que son siete. |
|        | Armas de los Arneros Los de este linaje son principales hidalgos en esta dicha villa y concejo de Llanes; los cuales traen por armas un escudo con escaque como las de Nevares. |
|        | Armas de Posada Los de este apellido y linaje son naturales de Francia. Los cuales traen por armas un escudo en campo colorado y en él una torre de oro, y de ella sale arriba del muro de una ventana una vara de oro galana, en que está puesto el falcón y debajo de la vara a un lado una flor de lis de oro y otra a la otra parte de la torre, y el dicho falcón debe ser de oro. |
|        | Armas de los Noriega Los de este linaje y apellidos son tan antiguos que se tiene por cierto vienen del tiempo del infante Pelayo y se llamaban Infanzones antiguamente teniendo su solar en el valle de Riba de Sella de Asturias de Santillana. Traen por armas las que tomó dicho infante cuando comenzó a echar los moros de Asturias, que son una cruz que llevó por estandarte y bandera. Pintan por armas una torre encima de la qual está un ángel con una cruz en la mano, todo en campo dorado, con un águila negra encima. |

## Armas de la Villa de Riba de Sella y su Concejo
Aunque la villa de Riba de Sella no pinta armas por ser moderna, no por eso deja de tener mucha calidad, ansí por ser puerto principal de mar en Asturias
| Escudo | Nombre y Descripción del blasón |
| ------ | --- |
|        | Armas de los Junco Pintan por armas las de Nevares con el águila negra de Estrada |
|        | Armas de los Prieto Las armas de los de este apellido y su origen son en las montañas de Asturias, en la villa y concejo de Riba de Sella. Traen por armas dos lobos prietos con una orla que tiene sautoreo aspas de oro en campo de gules, y en medio en lo alto de la orla un castillo de plata sobre ondas de agua. |
|        | Armas de los Camango Pintan los de este apellido por armas en Riba de Sella tres puercos espinos en campo negro. |

## Armas de la Villa y Concejo de Salas
| Escudo | Nombre y Descripción del blasón |
| ------ | --- |
|        | Armas de Salas Pintan los de este solar de la villa de Salas del Principado de Asturias por armas una torre o castillo con medio león en lo alto de él sobre las almenas. Armas de San Vicente Las armas de este solar son propiamente las mismas que las de Salas, y ansí las pintan los de este apellido. Armas de Dóriga Los de este apellido pintan por armas las mismas, que las de Salas, por descender por línea recta de Juan Fernández de Salas, padre de don Fernando de Valdés, Arzobispo de Sevilla. |
|        | Armas de Villazón Pintan por armas una torre con una doncella en una ventana dando de comer a dos jabalíes o falcones, uno en un lado y otro en el otro lado en campo verde. |

## Armas de la Villa y Concejo de Tineo
| Escudo | Nombre y Descripción del blasón |
| ------ | --- |
|        | Armas de la villa de Tineo Las armas que pintan la villa de Tineo y los que se llaman de este apellido son dos cabras, la una echada en un campo al pie de una pinera, la otra empinada a este árbol cogiendo una rama, en campo colorado, con cinco veneras blancas por orla como las del señor de Cabranes, por haber aportado uno de los de este linaje en la villa de Tineo, en donde casó con una hija de un hombre principal de allí. |
|        | Armas de Omaña Todos los de este apellido y linaje son mui principales caballeros e hijosdalgo en la villa de Cangas y en el valle de Omaña y en la ciudad de León, en donde residen. Y porque antiguamente se dice los señores de la casa de Omaña eran caballeros de la banda, pintan por armas una banda roja que desparte dos cabezas de sierpes desde boca a boca, que se están combatiendo en campo amarillo, una de cuyas cabezas esquinas del escudo a la parte de arriba, y la otra en la esquina de abajo, y la banda colorada que atraviesa de cabo a cabo en medio del escudo. |
|        | Armas de Llano Pintan por armas los de este apellido tres barras verdes en campo colorado, y dichas barras de verde y amarillo; y se tiene por cierto descienden del Conde don Pelayo, fundador del monasterio de Corias. Armas de Sierra y Llano Los cuales pintan por armas propiamente las de Llano y Llamas, las cuales pintan tres bandas verdes en campo sangriento. |
|        | Armas de los Coques y Carvallo Los de este apellido de Coque y Carvallo, que es todo un mismo linaje, pintan por armas un coco al pie de un roble, royéndole por el pie, con una letra que dice el coco: Te voto; y una doncella, asidas las manos de una caña del dicho roble, queriendo torcerla. |
|        | Armas de los Collares Pintan los de este linaje cinco collares a manera de quinas en campo verde. |
|        | Armas de los Pertierra Pintan por armas un castillo levantado en campo de sangre de la suerte que los de la casa de Salas. |
|        | Armas de Pamblei Los que pintan por armas un castillo sobre una roca, en la puerta o ventana del qual está un hombre armado con una espada y un tizón en las manos, y alrededor del castillo un río, en el cual están dos cabezas de dragones, una de una parte y otra de otra, al qual los mató con el tizón; y de un lado del castillo una flor de lis, y del otro un árbol liso, todo en campo azul. |
|        | Armas de Llamas Los de este apellido y descendientes de él pintan por armas un roble al pie de una sierra, juntamente con las armas de Llano. |

## Armas de la Villa de Navia y su Concejo
| Escudo | Nombre y Descripción del blasón |
| ------ | --- |
|        | Armas de Anleo Pintan los señores de este solar, que son principales caballeros por armas una banda colorada atravesada en medio de las bocas de dos sierpes en campo verde y son mui buenos hidalgos los de este apellido y linaje.                                                       |
|        | Armas de los Bolaños En el concejo de Navia hay otros hidalgos principales caballeros que descienden de la casa de Anleo, y se llaman los Bolaños. Pintan por armas un cordero con un bollo en la boca, y un muslo armado con su pierna y pie, calzada una espuela dorada, en campo verde. |

## Armas de la Pola de Siero y su Concejo
| Escudo | Nombre y Descripción del blasón |
| ------ | --- |
|        | Armas de Siero Pintan los de Pola de Siero una jarra de cinco flores de lis y unas órdenes de veros por orla. |
|        | Armas de Argüelles Es linaje mui antiguo, en tanto, que se jactan los hidalgos que son de este apellido que es la antigüedad de él tan grande que desciende de los capitanes que vinieron con Astur, compañero de Menom, capitán greciano, que se llamaba Argos y corrompiéndose el vocablo se llamaron Argolles, y andando más el tiempo se llamaron Argüelles. Pintan por armas cinco flores de lis doradas en campo colorado. |
|        | Armas de Vegil Los cuales antiguamente se llamaron los Infanzones de Vigil. Las armas de Vigil son: un escudo quarteronado, y en los dos cuarterones dos castillos en campo colorado, y en los otros dos, diez o quince de Veros en tres órdenes, la mitad verdes, y la mitad amarillos. |
|        | Armas de Hevia Traen por armas un caldero colgado sobre unas llamas en campo blanco, aunque la común opinión y según el blasón ha de ser campo sangriento, y ocho castillos en campo azul. |
|        | Armas de Bobes y Quintanilla Llamábase en tiempo antiguo los de este apellido, los Infanzones de Bobes por ser hidalgos de solar conocido, de los de vengar quinientos sueldos. Traen por armas un escudo colorado con una cruz blanca en el medio de arriba para abajo, con su traviesa también; la qual cruz está cubierta de veros azules puestos de dos en dos de manera de orla blanca, una espada de fuera al lado de la dicha cruz. Estas mismas armas pintan los de Quinatanilla de Medina del Campo, descendientes de Alonso de Quintanilla. |
|        | Armas de los Huergo Los de este linaje y apellido, descienden por línea del valeroso capitán Gorgeas de Griego, el qual vino acompañado del Capitán Girion navegando por el mar océano con sus ejércitos… al puerto de Xixón donde edificaron la dicha ciudad. Pintan por armas un brazo de un hombre armado, empuñando una bandera enarbolada, y ella está dorada en campo verde, más una llave. |
|        | Armas del Solar de Granda Los de este apellido se dice depender los infanzones de la Granda de Villaviciosa, por algún parentesco que tuvieron. Ponen por armas una fortaleza en campo sangriento, con un pino arrimadas a él siete lanzas sobre unas ondas o río, con un lebrel atado a él, con un hombre armado a la puerta del castillo. |
|        | Armas de Lugones Pintan por armas un escudo quarteronado, cuatro medias luna blancas en los dos cuarterones en cada uno, en campo azul; y en los otros dos, tres órdenes de veros azules y blancos. |
|        | Armas de Faes Traen por armas un escudo partido; a la mano derecha un castillo o torre; y a la mano izquierda un grifo en campo de sangre. |
|        | Armas de los de Palacio Los cuales pintan por armas dos mancebos y dos doncellas bailando en campo verde, a denotación que ante aquel palacio y casa bailaban y regocijaban, por ser casa principal en aquel concejo. |

## Armas de Valdés y su Concejo
| Escudo | Nombre y Descripción del blasón |
| ------ | --- |
|        | Armas de Valdés Tiénese por cierto su origen vino de Inglaterra, que un caballero descendiente de la casa real de aquel reino con otros caballeros de este apellido que salieron airados de aquel reino huidos por cierto enojo que le hicieron y aportaron en el puerto de Alvarón en la Coruña y de allí poblaron en el concejo de Valdés, de los cuales por ser hombres mui principales el dicho concejo tomó el nombre. El balsón es el siguiente: Las tres bandas azules esculpidas en el escudo blanco refulgente, con las diez roelas de cruces esparcidas que el glorioso San Jorge dio a su gente; son las divisas y armas conocidas de los Valdeses, limpia y noble gente, que traen los de Asturias sublimadas, y con heroicos hechos ilustradas. |
|        | Armas de Paredes Traen e pintan por armas una torre con sus aldabas sobre unas ondas en campo rojo; a un lado de la qual está un oso al pie de un árbol de laurel, y del otro lado de la torre está un lebrel atado por una cadena. |
|        | Armas de los Abellos Pintan los de este apellido y solar de los Abellos en el concejo de Valdés un truévano con sus abejas esparcidas por un campo verde; y de otra parte un castaño florido. |
|        | Armas de los de Villademoros Pintan por armas un moro atado o preso por una cadena, en campo sangrento, a denotación que uno de este apellido le rindió y venció. |

## Armas de Carreño y su Concejo
| Escudo | Nombre y Descripción del blasón |
| ------ | --- |
|        | Armas de Moniz de Carreño Este es mui antiguo en el concejo de Carreño, se llaman Moñizes de Carreño. Pintan por armas un águila negra en campo blanco., con siete aspas de San Andrés amarillas en campo verde por orla. |
|        | Armas de Prendes Pintan por armas los seis cuervos negros en campo blanco, como los pintan los del linaje de los Cuervos de Prava, sin quitar ni poner.                                                                   |
|        | Armas de los de Carrió Los cuales pintan por armas dos ruedas de caro doradas en campo blanco y seis cuervos negros, tres de cada parte de las ruedas.                                                                    |

## Armas que hay en el Concejo de Gozón
| Escudo | Nombre y Descripción del blasón |
| ------ | --- |
|        | Armas de la Pola de Luanco El solar de los de la Pola es en el concejo de Gozón en el lugar que dicen la Pola, en Luanco, donde está una torre y casa principal, la qual demuestra mucha antigüedad. Son los de este linaje principales hijosdalgo y pintan por armas una espada dorada con dos espuelas doradas a los lados hechas a lo antiguo. |
|        | Armas de Ferrero Los del solar del lugar de Ferrero del concejo de Gozón que antiguamente se llamaban el condado de Ferrero, pintan por armas un hombre armado con un venablo en la mano, en campo sangriento, por haber guardado el castillo de Piedrasalbas de los cosarios.                                                                    |

## Armas de la Pola y Concejo de Lena
Mui principal concejo de Asturias y mui opulento en todo como tiene el nombre, y aunque en este concejo no pintan armas las tienen muchos solares conocidos que hay en él.
| Escudo | Nombre y Descripción del blasón |
| ------ | --- |
|        | Armas de los Campomanes Tienen su asiento y solar en el mismo lugar de Campomanes del dicho concejo de Lena. Pintan por armas una sierpe con dos cabezas en el medio de dos ríos, con dos llaves encima atravesadas, en medio de las cuales está un salce con dos luneles atravesados uno de una parte y otro de otra; y asimismo dos aspas de San Andrés junto a ellos por la misma orden de los luneles, todo en campo blanco. |
|        | Armas de los Baiones Los Baiones son principales hidalgos en el dicho concejo de Lena, los cuales creo depende de los Campomanes. Pintan por armas una vaca echada en un prado que se llamaba Baiona, al pie de un castillo, de lo alto del qual sale un brazo armado con una espada en la mano y un lobo enfrente de la vaca, del qual sale un letrero que dice: Válete Baiona, que en el campo manes sola; y del brazo armado sale un letrero que dice: Sin recelo dormirás que yo velo; y de la boca sale otro letrero que dice: Sin temor dormiré con tal pastor. |

## Armas del Concejo de Aller
| Escudo | Nombre y Descripción del blasón |
| ------ | --- |
|        | Armas de los Ordoñez del Pino En campo dorado y una cruz encima de la cabeza del león, y un pino al lado de él por solar del Pino.                                                                                                  |
|        | Armas de los Castañones Los de este apellido son buenos hijosdalgo en este concejo de Aller, los cuales pintan por armas unos castaños, de donde me parece se deriva el nombre.                                                     |
|        | Armas de los Anzules La antigüedad de este apellido es grande en este Principado de Asturias en el concejo de Aller. Pintan por armas un escudo jaquelado con unos escaques negros en campo colorado, a manera de juego de ajedrez. |

## Armas que hay en el Concejo de Piloña
| Escudo | Nombre y Descripción del blasón |
| ------ | --- |
|        | Armas de los de Lozana Traen por armas un escudo blanco con cuatro barras azules con orlas blancas y siete armiños negros, que uno de este linaje los ganó en Francia del Duque de Bretaña cuyos son los armiños. |
|        | Armas de Lodeña Estas armas de los de Lodeña se pintan sin quitar ni poner como las de Nava, que debió de ser por descendencia alguna de afinidad o consanguinidad.                                               |

## Armas que hay en el Concejo de Parres
| Escudo | Nombre y Descripción del blasón |
| ------ | --- |
|        | Armas de los Nevares y Parres Este apellido de Nevares es un solo solar de los cuatro más antiguos de Asturias, y según se dice, vino este apellido de un moro que se llamaba Nevara, y que después se tornó cristiano. Pintan por armas doce escaques a manera de tabla de juego de ajedrez, los seis colorados y los seis dorados, con dos manojos de dardos a los lados atados, y un florón encima dorado por orla del escudo, también en campo de sangre. |
|        | Armas de los Corderos Los de este apellido y linaje pintan por armas las mismas que los de Nevares, poniendo por orla del escudo cuatro corderos en campo verde. |

## Armas que hay en la Villa de Cangas de Onís y su Concejo
Aunque la villa de Cangas de Onís no pinta armas, con mucha razón se le debe atribuir grande su blasón, pues en ella y en sus comarcas fue el principio de la restauración de España, y adonde se debieron hacer muy señalados por aquellos hijosdalgo restauradores primeros. Y ansí en aquella villa y concejo hay algunas casas principales de solares conocidos y de armas pintar.
| Escudo | Nombre y Descripción del blasón |
| ------ | --- |
|        | Armas de Teleña Los cuales traen por armas un escudo partido por la mitad; a la mano derecha una torre con sus almenas, y encima de ella un brazo desnudo con una bandera a manera de estandarte, amarilla, azul, verde y blanca, de hechura de rayos, con una cruz colorada a modo de aspa de San Andrés en el medio, en señal de victoria, y el brazo galano; y la otra mitad del escudo, azul, y en él un caldero de sable, con el asa y bocelar de oro, y una bandera al lado, que cae encima de la caldera con sus listas encarnadas, amarillas, blancas y coloradas, y abajo al pie del escudo una letra que dice: Valer o morir, por que quien no se esfuerza a subir, vive para morir. |
|        | Armas de los Labra Le dio el Rey por armas un hombre a caballo con una lanza hincada el hierro de ella en una sierpe, que fue la misma que mató en campo verde. |
|        | Armas de Intriago Estas armas de Intriago, en el concejo de Onís, se pintan lo mismo que las de los Alfonsos de Avilés, sin quitar, ni poner. |

## Armas del Concejo de las Regueras
| Escudo | Nombre y Descripción del blasón |
| ------ | --- |
|        | Armas de los de Tamargo Y pintan por armas los que descienden de él cuatro bastones con gajos atravesados en el escudo, color de seco y en campo verde. |
|        | Armas de Valsera Pintan por armas los de este solar de Valsera un valle al pie de una sierra, en campo verde, en el cual valle está un castillo, delante del qual está un pino con un lebrel, atado con una cadena al pino, y el lebrel vuelta la cara a la puerta, y una lanza arrimada al pino sobre el pescuezo del lebrel. |
|        | Armas de Ania Pintan los que descienden de este solar de Ania tres saetas anudadas y esparcidas al modo de las reales del rey Don Fernando por la casa de Aragón; las cuales se pintan en campo rojo. |
|        | Armas de los Gallegos Son los de este solar de Gallegos buenos hijosdalgo y de solar conocido, los cuales pintan por armas un cuervo en un escudo de nalgas. |
|        | Armas de Marines Los cuales pintan por armas una ermita de San Sebastián con este santo a la puerta con sus saetas, y un caballero armado encima de un caballo con una lanza en la mano vuelta hacia la ermita, en campo verde.                                                                                                |
|        | Armas de los de Andallón Se llaman por sobrenombre los Juárez de Andallón. Pintan por armas una ermita de San Andrés con cinco aspas en la delantera de la dicha ermita al principio de un puente y un río por debajo de ella en campo verde.                                                                                  |

## Armas del Concejo de Llanera
| Escudo | Nombre y Descripción del blasón |
| ------ | --- |
|        | Armas de Casaprin Pintan por armas una torre, o castillo fuerte, y una doncella a la ventana del castillo como apoderada de él, el qual ha de estar en campo verde. |
|        | Armas de Piñera Tienen su solar en el concejo de Llanera. Pintan por armas un pino en campo amarillo sobre unas ondas.                                              |
|        | Armas de Caies-Los Gayos Estos pintan por armas un ave que se dice gayo, en campo verde, y dos veros azules cuarteronados en campo blanco.                          |

## Armas del Concejo de Proaza y su Concejo
| Escudo | Nombre y Descripción del blasón |
| ------ | --- |
|        | Armas de los Vázquez de Prada Pintan por armas los que se llaman de este apellido las mismas de los Cienfuegos con los seis luneles de Quirós por orla, en campo de sangre; los cinco fuegos, y los luneles en campo blanco. |
|        | Armas de Tuñón Pintan por armas las de los de Tineo sin quitar ni poner. |
|        | Armas de los de Bandujo Pintan por armas los de este apellido un lobo atado con una cadena, en campo celeste sobre unas verduras.                                                                                            |

## Armas que hay en el Concejo de Langreo
| Escudo | Nombre y Descripción del blasón |
| ------ | --- |
|        | Armas de los de Riaño Los cuales pintan por armas cinco castillos en campo azul, y dos sierpes debajo de ellos metidas hasta el medio en unas olas de río, vueltas las cabezas una con otra, y un águila negra, que abraza el escudo.                                                                                    |
|        | Armas de Ciaño Tienen su casa y solar mui antiguo con un cubo en el dicho lugar. Los cuales pintan por armas un león atado a un árbol y dos castillos, uno de un lado y el otro del otro con unas manos pintadas debajo de los dichos castillos, a denotación de alguna señal, que quisieron hacer con las dichas manos. |
|        | Armas de Sanfrechoso Los que se llaman e descienden de este apellido de Sanfrechoso en el concejo de Langreo, los cuales pintan por armas un brazo armado, con una bandera o pendón, y tres flores de lis en campo blanco.                                                                                               |

## Armas de la Villa y Concejo de Castropol
| Escudo | Nombre y Descripción del blasón |
| ------ | --- |
|        | Armas de la Villa de Castropol Pintan por armas una casa con unas puertas mui fuertes y todas barradas de fierro. |
|        | Armas de Ron Estos de este apellido y linaje pintan por armas un escudo cuarteado; a la una parte cuatro lebreles y en la otra un león coronado, y en el otro cuarterón un hombre a la puerta de un castillo, tañendo una corneta y en el otro las armas de los Osorios, que son dos lobos degollados en campo dorado. |
|        | Armas de San Julián Pintan por armas dos carneros, vuelto el uno para el otro turrando, y un hombre que los desparta con una daga. |
|        | Armas de los Pardos Llámase su casa y solar la casa de Don Lebun de los Pardos. Pintan por armas los de este apellido un escudo partido, dos lobos pardos a la mano derecha, y de la otra parte un pino con cinco flores de lis; lo lobos en campo azul, y el pino en campo de sangre.                                 |

## Otros Concejos
| Escudo | Nombre y Descripción del blasón |
| ------ | --- |
|        | Armas de Miranda y su Concejo Traen por armas los de este apellido un escudo colorado con cinco doncellas mui hermosas pintadas hasta debajo de los pechos, y cada una de ellas tiene firmadas las manos sobre una bandera dorada. Mas traen por armas dos sierpes verdes con alas en campo amarillo; y estas sierpes han de estar fuera del escudo por orla, y en la parte de arriba del escudo ha de estar dado un nudo y un cuello de una culebra con la otra, e las cabezas han de tener la una hacia la otra; ansí mismo hacia la parte baja debe haber dos cabezas como las de arriba vueltas una con otra. |
|        | Armas de los Flórez en el Concejo de Somiedo Los cuales pintan por armas tres flores de lis en un escudo puestas sobre los pechos de una doncella con una corona real en la cabeza, el cuello, y la cabeza de la qual está sobre el dicho escudo donde están las dichas tres flores de lis en campo azul. |
|        | Armas de Caso y su Concejo Las armas antiguas de Caso son una cruz blanca de hierro vana (es hueca) de color de sangre el hueco de ella, y el campo del escudo de plata, y por orla unas puntas, a manera de dentellones color sanguíneo, campo de oro con apartamiento de los metales, y la cruz es como ni más ni menos la pintan los Martínez de Oviedo. |
|        | Armas que hay en el Concejo de Colunga armas de los de Isla Armas que hay en el Concejo de Colunga armas de los de Isla: En las marismas de Asturias, en el concejo de Colunga es la casa de este apellido de la Isla, la qual está vecina de la mar, que las ondas de ella dan en los muros. Y los de este linaje antiguamente traían por armas unas ondas de mar turbias en campo blanco, y las ondas son como pardas. |
|        | Armas de Nava y su Concejo Este linaje y solar y casa de Nava, es de la de más antigüedad que hay en Asturias, y que tuvo estado, y título de más de doscientos y cincuenta años a esta parte. Traen por armas las que pintan los Velascos y Quiñones, sin quitar ni poner, que son siete jaqueles de veros en campo de oro, y los dichos siete jaqueles son azules y blancos hechos veros cada tres azules vueltos arriba, y en cada dos blancos vueltos abajo. |
|        | Armas de Solís que hay en el Concejo de Corvera Pintan por armas un sol en campo colorado, derechos todos los rayos. |
|        | Armas de los Riberos en el Concejo de Olloniego Estos pintan por armas una torre encima de una roca, ribera de un río, en campo verde, y encima de lo alto de la torre una cruz roja ardiente, en el medio de dos árboles verdes a manera de pinos, por la puerta de la qual torre sale un caballero encima de un caballo y delante de él un escudero con una lanza larga al hombro y un lebrel. |
|        | Armas del Páramo en el Concejo de Teberga Principalmente hay en este concejo el solar de los del Páramo de la Folleza, los cuales pintan por armas un caballero armado, a pie, con una espada en la mano a manera de dar golpe con ella, y un lobo y dos perros en campo colorado, con un letrero que dice: O quan bien lo hizo Bellido con su espada en la mano. |